# Crisi del Níger del 2023
|  | Aquest article es refereix a esdeveniments derivats del Cop d'estat al Níger de 2023. |

El 26 de juliol de 2023 es va produir un cop d'estat al Níger, en el qual la guàrdia presidencial del país va detenir al president Mohamed Bazoum, i el comandant de la guàrdia presidencial, general Abdourahamane Tchiani, es va autoproclamar líder d'una nova junta militar. En resposta, el 30 de juliol de 2023, la Comunitat Econòmica dels Estats de l'Àfrica Occidental (CEDEAO) va donar als colpistes nigerins un termini d'una setmana per a retornar el poder a Bazoum o enfrontar-se a sancions internacionals i a l'ús de la força. El termini va expirar el 6 d'agost de 2023. La CEDEAO ja va intervenir anteriorment a Gàmbia per a restaurar la democràcia després de la crisi constitucional de 2016-2017.

## Blocs
Les juntes militars de Burkina Faso i Mali —que igual que Tchiani també van arribar al poder mitjançant un cop d'estat— van fer un comunicat conjunt en què asseguraven que una intervenció militar contra el Níger seria una declaració de guerra contra ells. A més a més, el govern de la República de Guinea, també sota el control de colpistes, va reconèixer el nou govern nigerí i va condemnar les sancions imposades per la CEDEAO al Níger, però no va explicitar cap suport militar. Uns dies més tard, el ministre de Defensa del Txad, que va intentar mediar sense èxit la crisi entre els colpistes nigerins i Bazoum, va anunciar que no participaria en una intervenció militar contra el nou règim nigerí. En el mateix dia que acabava l'ultimàtum, el president d'Algèria Abdelmadjid Tebboune va rebutjar energèticament una possible intervenció militar.
Ievgueni Prigojin, cap del grup paramilitar privat rus Grup Wagner, que ha operat en el veí malià i ha substituït a França en la lluita contra la insurrecció gihadista del mateix país, va elogiar el cop i el va qualificar de part de la lluita del Níger contra els seus «colonitzadors». Les declaracions de Prigojin van contrastar amb la línia oficial donada pel govern rus, ja que el portaveu del president Vladímir Putin, Dmitri Peskov, va qualificar el cop de «greu preocupació» i va demanar a totes les parts «moderació» i «el retorn més ràpid possible a l'ordre legal», al mateix temps que va criticar posteriorment la intervenció de forces no regionals per «ineficaç». Mikhailo Podoliak, assessor del president ucraïnès Volodímir Zelenski, va al·legar que Rússia estava darrere del cop al Níger.
La major part de la comunitat internacional va rebutjar el cop d'estat: les Nacions Unides, la Unió Africana, Nigèria, el Senegal i la resta de la CEDEAO, França i la resta de la Unió Europea, el Regne Unit, Suïssa, Noruega, Albània, Turquia, els Estats Units d'Amèrica, el Canadà, l'Argentina, el Brasil, Mèxic, Colòmbia, Ucraïna, Rússia, el Japó, l'Aràbia Saudita, els Emirats Àrabs Units, Bahrain, Algèria, Egipte, Sud-àfrica, i Burundi. Per l'altra banda, el Marroc i Qatar no van condemnar el cop i van instar al diàleg.

## Fets
El 30 de juliol, la CEDEAO va donar un ultimàtum a la junta militar nigerina perquè restituís a Bazoum com a president en el termini d'una setmana. En un comunicat llegit pel president de la Comissió de la CEDEAO, Omar Touray, en la Cimera Extraordinària convocada a Abuja en resposta al cop, van afirmar que si no es complien les seves exigències «prendrien totes les mesures necessàries per a restablir l'ordre constitucional en la República de Níger» i que «tals mesures poden incloure l'ús de la força». La resposta del bloc cap a la junta diferia dràsticament de les mesures preses amb els recents cops d'estat a Mali, Burkina Faso i Guinea, que no implicaven l'amenaça de la força per a reinstaurar al govern enderrocat.
La CEDEAO també va anunciar «sancions immediates» contra el Níger, com el tancament de les fronteres terrestres i aèries, la imposició d'una zona d'exclusió aèria a tots els vols comercials amb origen o destinació a Níger i la suspensió de totes les transaccions comercials i financeres entre la CEDEAO i el Níger. El Banc Central de la CEDEAO va congelar els actius de les empreses estatals nigerines, la qual cosa va provocar la cancel·lació d'una emissió de bons per valor de 30.000 milions de francs CFA (51 milions de dòlars).
Al llarg d'aquest temps, la junta militar va facilitar l'evacuació dels civils occidentals —principalment europeus.
L'1 d'agost, la junta militar va anunciar que havia reobert les fronteres del Níger amb Algèria, Burkina Faso, Mali, Líbia i el Txad. L'endemà es van registrar talls d'electricitat en les ciutats del Níger, que és molt dependent del subministrament del seu veí Nigèria.
El 3 d'agost, el règim va censurar l'emissió dels programes de France 24 i Radio France Internationale (RFI), com havia ocorregut mesos abans a Mali i Burkina Faso. El primer canal era seguit setmanalment per una quarta part de la població nigeriana i RFI era l'emissora internacional més seguida del país. France Médias Monde, propietària de totes dues cadenes de mitjans de comunicació, va protestar per la decisió.
A més a més, la junta també va anunciar la retirada de Níger dels seus acords militars amb França, especialment els que permetien l'estacionament de tropes franceses al país i regulaven l'estatus dels militars que lluitaven contra el gihad islamista en territori nigerí. En un altre anunci, després del fracàs de les converses de pau, va ordenar la retirada dels ambaixadors de Níger a França, Nigèria, Togo i els Estats Units. En resposta, França va dir que prenia nota de les accions de la junta, però va procedir a recordar-los que els acords es van signar entre autoritats «legítimes».
El 10 d'agost de 2023, la CEDEAO va reunir els seus líders per prendre una decisió respecte com encarar la crisi al Níger. De la cimera en va sortir un acord per activar les tropes en la reserva per a la intervenció militar en el moment que calgués. Tanmateix, el president de torn de l'organisme, el president nigerià Bola Tinubu, va incidir en el seu discurs en que seguien prioritzant el diàleg i esgotar totes les vies diplomàtiques. Per la seva banda, Mali i Burkina Faso, membres suspesos de l'organisme, van assegurar que farien costat al Níger en cas d'intervenció militar.
El 13 d'agost, el Parlament de la CEDEAO va optar per organitzar un equip de mediació, encapçalat pel vicepresident del Parlament, el nigerià Idris Wase, després que la junta nigerina hagués mostrat disposició a negociar.
El Regne Unit va tancar i evacuar la seva ambaixada a Niamey el 20 d'agost, davant la situació d'inseguretat i possible intervenció militar. Aquest anunci es va produir després que la CEDEAO anunciés que ja tenia prevista una data per la intervenció militar en el cas que fracassessin les converses.
La missió diplomàtica de la CEDEAO al Níger va valorar el 21 d'agost com inacceptable la proposta dels colpistes nigerins d'una transició de com a màxim 3 anys, adduint que el restabliment democràtic havia de ser el més immediat possible. Mentrestant, l'UNICEF va alertar que més de 2 milions d'infants encaraven una situació humanitària alarmant. Uns 300 camions carregats de productes alimentaris van arribar a Niamey procedents de la veïna Burkina Faso. En un altre ordre de coses, l'activitat dels grups gihadistes Estat Islàmic i Al-Qaida havien mantingut la seva activitat al Níger, en concret en la darrera acció hi van perdre la vida 17 militars nigerins, prop de les fronteres amb Burkina Faso i Mali.

## Vegeu més
- Cop d'estat al Níger de 2023
- Comunitat Econòmica dels Estats de l'Àfrica Occidental (CEDEAO)
- Abdourahamane Tchiani
- Moviment M62